# 小行星15819
小行星15819（15819 Alisterling）是一颗绕太阳运转的小行星，为主小行星带小行星。该小行星于1994年9月28日发现。

## 轨道参数
小行星15819的轨道半长轴为2.1853450 UA，离心率为0.113。